# Leptocyon

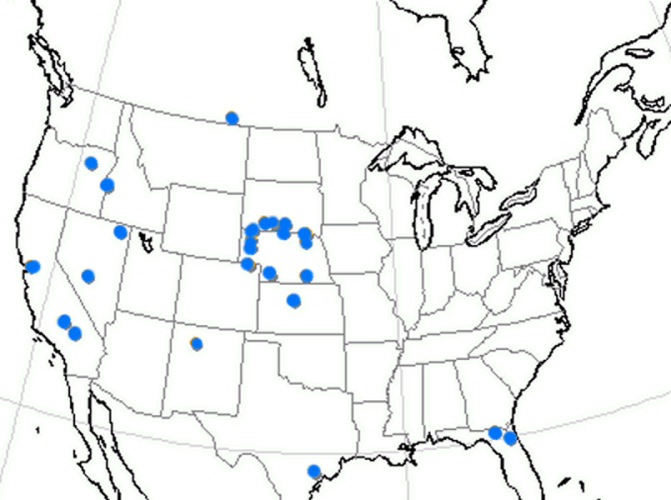
Fossilfundorte von Leptocyon in Nordamerika

Leptocyon (griechisch: λεπτός leptos ‚schlank, schmal‘ und κύον cyon ‚Hund‘) ist eine ausgestorbene nordamerikanische Gattung der Hunde (Canidae).

## Merkmale
Die fossilen Überreste, die von Leptocyon bekannt sind – naturgemäß ausschließlich Skelettreste – zeigen, dass alle Vertreter der Gattung recht klein und fuchsähnlich waren, mit langgezogenen, vergleichsweise grazilen Kiefern und relativ kleinen, weit auseinander stehenden Vorbackenzähnen (Prämolaren). Dieser Kieferbau unterscheidet Leptocyon deutlich von den zeitgenössischen Borophaginen, die ein wesentlich kräftigeres und kompakteres Gebiss aufweisen. Die Individuen keiner der Leptocyon-Arten dürften viel mehr als 2 kg gewogen haben.
Aufgrund der Ähnlichkeit seines Skelettes mit dem des Rotfuchses und dessen engster Verwandtschaft ist Leptocyon von einigen Autoren als jüngeres Synonym von Vulpes eingestuft worden. Von dieser Gattung unterscheidet er sich jedoch durch eine stärkere postorbitale Einschnürung des Schädels sowie durch spezielle Merkmale seiner Zähne: kleine, innenseitig (medial) auf den oberen Schneidezähnen (I1-I3) gelegene Höcker; einen kräftiger entwickelten vorderen Höcker (Parastyl) auf dem breiten lippenseitigen Sims (Stylarschelf) der oberen Backenzähne (M1-M2); einen fehlenden hinteren (distalen) Haupthöcker (Hypoconulid) sowie einen zumindest bei den frühen Arten relativ kleinen hinten-zungenseitig (distolingual) gelegenen Haupthöcker (Entoconid) auf dem ersten unteren Backenzahn (m1); einen schwächer entwickelten vorn-lippenseitigen (anterolabial) gelegenen Sims (Cingulum) am zweiten unteren Backenzahn (m2) sowie am gleichen Zahn einen vorn-zungenseitig gelegenen Haupthöcker (Metaconid), der bei den frühen Vertretern kleiner oder gleich groß ist, wie der vorn-lippenseitig gelegene Haupthöcker (Protoconid). Des Weiteren können Leptocyon und Vulpes anhand einiger Merkmale der Extremitätenknochen voneinander abgegrenzt werden. Dies sind: eine robustere Ulna und Fibula mit großen unteren (distalen) Artikulationsflächen für Radius bzw. Tibia sowie ein größeres Entocuneiforme (ein Fußwurzelknochen) und ein voll funktionales Metatarsale I (der innerste Mittelfußknochen) mit zwei Phalangen (Zehengliedern).

## Geographische und stratigraphische Verbreitung
Die Gattung erscheint erstmals zu Beginn des Oligozäns vor etwa 34 Millionen Jahren und hält bis vor etwa 7 Millionen Jahren ins späte Miozän durch. Leptocyon war in seiner Verbreitung auf Nordamerika beschränkt, das heißt, dass auch der Ursprung der Caninae wahrscheinlich in Nordamerika liegt. Erst ab ca. 7 Millionen Jahren vor heute tauchen Caninen aus den Gattungen Eucyon †, Vulpes und Canis auch in der Alten Welt auf. Der weit überwiegende Teil der Leptocyon-Fundstellen befindet sich im Mittleren Westen (vor allem in Nebraska) und im Westen (vor allem in Kalifornien) der USA.

## Systematik
Die Gattung Leptocyon umfasst neun formell benannte und zwei informelle Arten (Liste nach Tedford et al., 2009):
- Leptocyon sp. A; frühes Oligozän
- Leptocyon douglassi Tedford et al., 2009; mittleres Oligozän
- Leptocyon mollis (Merriam, 1906); mittleres Oligozän
- Leptocyon delicatus (Loomis, 1932); spätes Oligozän, die kleinste Leptocyon-Spezies
- Leptocyon gregorii (Matthew, 1907); jüngstes Oligozän
- Leptocyon vulpinus (Matthew, 1907); spätes Oligozän bis frühes Miozän
- Leptocyon leidyi Tedford et al., 2009; frühes bis mittleres Miozän
- Leptocyon sp. B; frühes bis mittleres Miozän
- Leptocyon vafer (Leidy, 1858); mittleres bis spätes Miozän; Generotypus (durch Monotypie)[2]
- Leptocyon matthewi Tedford et al., 2009; mittleres bis spätes Miozän
- Leptocyon tejonensis Tedford et al., 2009; mittleres bis spätes Miozän

Den Ergebnissen der Verwandtschaftsanalyse der Caninae von Tedford et al. (2009) zufolge sind die geologisch jüngeren Leptocyon-Arten näher mit den noch heute existenten Caninen-Gattungen verwandt als mit den älteren Leptocyon-Arten, d. h. die Gattung ist paraphyletisch und repräsentiert eine Entwicklungsstufe (engl. grade), an der Basis der Caninae. Streng genommen müssten daher für alle oben gelisteten formell benannten Arten, mit Ausnahme der Typusart L. vafer, entweder neue Gattungen errichtet oder aktuell als jüngere Synonyme behandelte Gattungen (bspw. Neocynodesmus MacDonald, 1963 für L. delicatus) reaktiviert werden.